# Olga Preisnerová
Olga Preisnerová (Jelínková), roz. Wittová, Olga K. Preisner (* 15. února 1927, Praha) je historička umění, pracovnice památkové péče a galerijní kurátorka, emeritní docentka dějin umění na Pennsylvania State University. Manželka Rio Preisnera, od roku 1968 žijící v exilu v USA.

## Život
Za války navštěvovala gymnázium ve Zvolenu na Slovensku a roku 1945 zde maturovala. Ve Zvolenu se provdala za Rio Preisnera, kterého komunistický režim dva měsíce po svatbě povolal k vojenské službě u PTP. V letech 1948–1953 studovala dějiny umění na Filozofické fakultě UK v Praze (prof. Jan Květ, Jaroslav Pešina) a roku 1953 obhájila rigorózní práci Anton Haffenecker, jeho doba a dílo.
V letech 1953–1968 byla odbornou pracovnicí Státní památkové správy, Středočeské galerie a Národního muzea v Praze. Po srpnové okupaci roku 1968 emigrovala spolu s rodinou přes Jugoslávii do USA. Působila jako kurátorka Palmer Museum of Art a v letech 1989–1992 byla docentkou dějin umění na Pennsylvania State University. Její muž Rio Preisner zde působil jako profesor germanistiky.

## Dílo
Jako pracovnice Střediska státní památkové péče a ochrany přírody Středočeského kraje (SSPPOPSK) připravovala roku 1964 soubornou výstavu Roberta Piesena, ale výstava byla zakázána, sazba katalogu rozmetána. a Olga Preisnerová byla propuštěna ze Středočeské galerie spolu s ředitelem Milošem Suchomelem. Text vyšel až po pádu komunistického režimu v publikaci Český informel, 1991.
Po emigraci do USA se jako kurátorka výstav věnovala evropskému umění, užitému umění a numismatice.